# Det ligger döda kameler i min swimmingpool
Det ligger döda kameler i min swimmingpool är ett album från 1992 med Mikael Wiehe.

## Låtlista

### Sida A
1. Jag ville åka till öknen
2. Hela mitt liv
3. Jag har sett dom komma
4. Planer
5. Ingenting kommer tillbaka

### Sida B
1. Lille man (Sången om den nya världsordningen)
2. Jag vill inte dö
3. Det var en gång
4. Sista brevet hem
5. Trädet